# Racconti di Pietroburgo
I Racconti di Pietroburgo o pietroburghesi (Петербургские повести) sono una raccolta di racconti di Gogol' ambientati a Pietroburgo. La raccolta venne realizzata dopo la morte di Gogol', unendo tre racconti precedentemente pubblicati nella raccolta Arabeschi (1835) e due immediatamente successivi.

## Racconti
Da Arabeschi:
- La Prospettiva Nevskij
- Le memorie di un pazzo
- Il ritratto

Successivi:
- Il naso (1836)
- Il cappotto (1842)